# Casa Bolognesi
La Casa Bolognesi o Casa de la Respuesta es un inmueble ubicado en la ciudad de Arica, en las cercanías del morro de Arica, en donde el coronel del ejército peruano Francisco Bolognesi, durante la Guerra del Pacífico, recibió el 5 de junio de 1880 al mensajero chileno mayor Juan de la Cruz Salvo y, ante el pedido de rendición formulado por este último, manifestó: «Tengo deberes sagrados que cumplir y los cumpliré hasta quemar el último cartucho».[cita requerida]

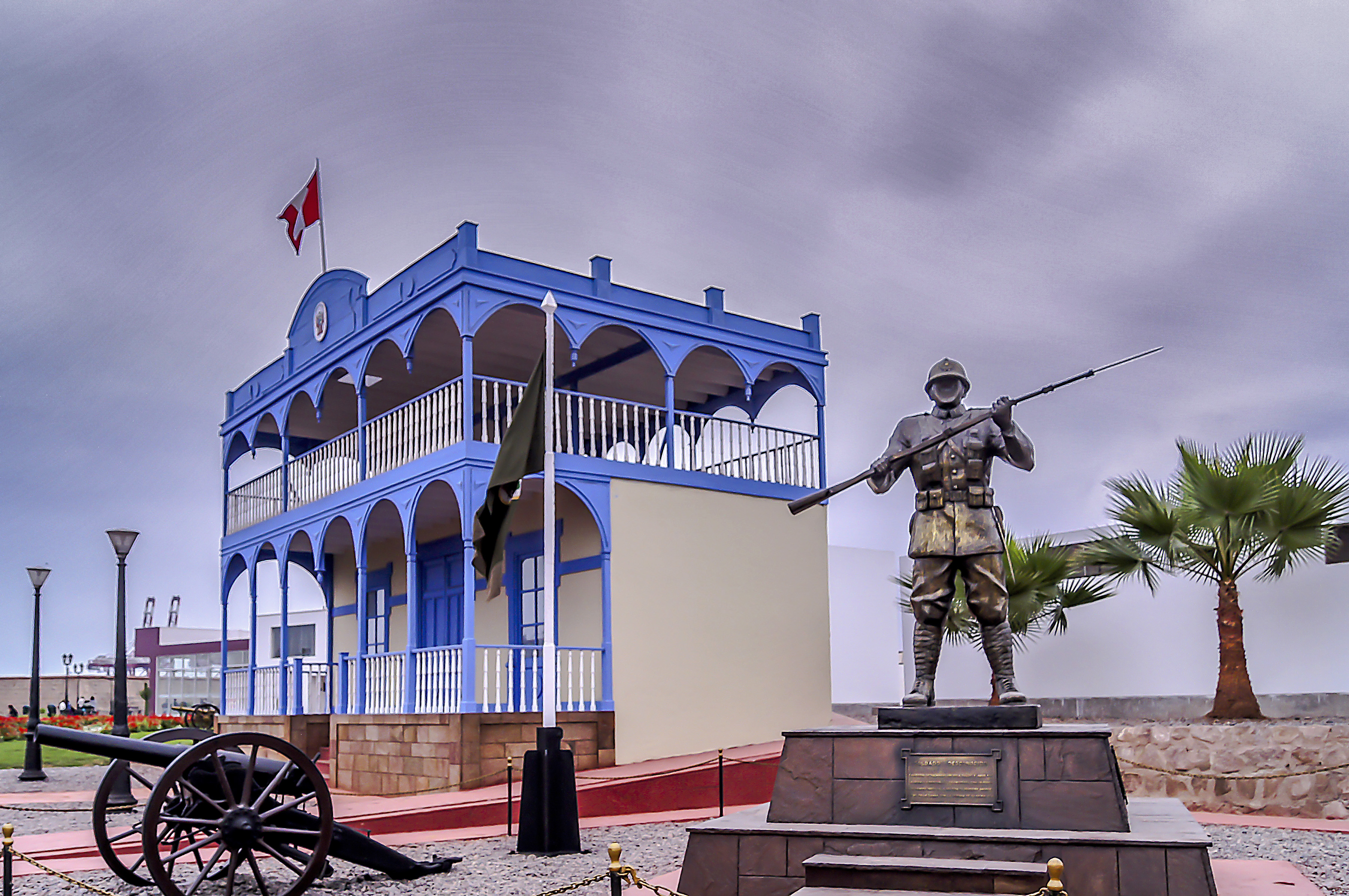
Réplica en la Fortaleza del Real Felipe en el Callao (Perú)

Es propiedad del Estado peruano y está protegida por las disposiciones contenidas en el artículo séptimo del Tratado de Lima de 1929. Se ubica en calle Yungay, esquina Colón, en pleno centro de Arica.[cita requerida]
Actualmente es utilizado para actos ceremoniales.